# 久保市三郎
久保 市三郎（くぼ いちさぶろう、1867年8月9日（慶応3年7月10日） - 1956年（昭和31年）3月1日）は、明治時代から昭和時代の実業家・政治家。旧姓、小沢。

## 経歴
武蔵国三田ヶ谷村（現・埼玉県羽生市）生まれ。上京後明治義塾（三菱商業学校）、慶應義塾大学部理財科で学ぶ（1893年卒）。
耕余義塾で教員になり、日本銀行を経て森林山野の開発に尽力する。福沢諭吉のすすめで栃木県真岡町の久保家の養子となり、1900年4月2日に久下田銀行（後に足利銀行へ合併）、1912年に真岡銀行（後に常陽銀行へ合併）などを創立する。
1907年（明治40年）10月4日に貴族院多額納税者議員に任命される。その後、栃木県芳賀郡中村の村長、栃木県教育会長、栃木県農工銀行頭取、下野新聞会長を務めた。
1956年3月1日に死去、同日従四位に叙された。